# أوائل الإمارات
هي مبادرة أطلقها الشيخ محمد بن راشد آل مكتوم نائب رئيس الدولة رئيس مجلس الوزراء حاكم دبي في نوفمبر 2014، لاقتراح وترشيح الأوائل في دولة الإمارات ضمن مجالات مختلفة لتكريمهم تكريماً خاصاً، وذلك بالتزامن مع احتفالات اليوم الوطني والذكرى الـ 43 لتأسيس اتحاد دولة الإمارات العربية المتحدة.

## الجائزة
يحصل أوائل الإمارات على ميدالية أوائل الإمارات من الشيخ محمد بن راشد آل مكتوم. وفي عام 2014 قام الشيخ محمد بتكريم أول الأوائل والتي بلغ عددهم 44 شخصاً الفائزين بجوائز العام 2014.

## قائمة الأوائل
| الشيخ محمد بن سعيد بن غباش             | أول خريج جامعي                                                                      |
| أديب سليمان البلوشي                    | أول طفل إماراتي يدخل ضمن قائمة أكثر 8 أطفال نوابغ في العالم                         |
| الشيخة نجلاء محمد بن سالم محمد القاسمي | أول سفيرة                                                                           |
| العميد المتقاعد صقر ماجد المري         | أول مخترع إماراتي                                                                   |
| حواء المنصوري                          | أول من إخترع جهازاً لإدخال أنبوب القسطرة إلى الوريد لعمليات القلب الدقيقة            |
| محمد المرزوقي                          | أول من إخترع جهازاً للكشف عن الغازات السامة المتسربة من حقول النفط والغاز            |
| عيسى صالح القرق                        | أول مصرفي                                                                           |
| محمد مطر الشامسي                       | أول خبير روبوتات دولي إماراتي                                                       |
| الشيخ أحمد بن محمد بن حشر ال مكتوم     | أول من حصل على ميدالية ذهبية أولمبية                                                |
| الشيخة ناعمة بنت ماجد القاسمي          | أول معلمة في التعليم النظامي                                                        |
| الرقيب محمد سعيد بوحيمد                | أول شرطي                                                                            |
| راشد السعيد                            | أول استاذ جامعي                                                                     |
| العقيد محمد صالح محمد القايدي          | أول عسكري                                                                           |
| أحمد كاظم                              | أول طبيب                                                                            |
| أحمد مجان                              | أول مخترع إماراتي يحصل على ميداليات ذهبية في معارض الاختراعات العالمية              |
| حسين قائد                              | أول ممرض                                                                            |
| آمنة سالم الهاجري                      | أول معلمة في التعليم النظامي                                                        |
| عائشة السيار                           | أول إماراتية حصلت على شهادة الدكتوراه                                               |
| أحمد عبد الله العمران                  | أول كفيف حاصل على شهادة الدكتوراه                                                   |
| ثريا أحمد الزعابي                      | أول إماراتية تحصل على ميدالية آسيوية لذوي الإعاقة                                   |
| خلود أحمد جوعان الظاهري                | أول قاضية                                                                           |
| علي عبد الله هلال النقبي               | أول من إخترع كبد صناعي من الألياف المجوفة ذو الثلاث غرف على مستوى العالم            |
| العريف سالم سهيل خميس                  | أول شهيد                                                                            |
| راشد عبد الله النعيمي                  | أول روائي                                                                           |
| حميد حسن مراد المازم                   | أول إماراتي حصل على ميدالية أولمبية لذوي الإعاقة                                    |
| أماني الحوسني                          | أول مهندسة نووية                                                                    |
| حصة العسيلي                            | أول مذيعة                                                                           |
| خالد محمد أحمد                         | أول رئيس تحرير لصحيفة يومية بعد قيام الاتحاد                                        |
| النقيب خبير راشد حمدان الغافري         | أول من اخترع بصمة وراثية ذكرية للاستخدامات الجنائية على مستوى العالم                |
| حبيبة الصفار                           | أول من أنشأ خريطة جينية للأسر الإماراتية للكشف المبكر عن مرض السكري                 |
| سالم حميد المري                        | أول مدير لمشروع إطلاق قمر صناعي لدولة الإمارات                                      |
| جمعة غريب                              | أول مدرب إماراتي للمنتخب الوطني لكرة القدم                                          |
| الرقيب أول تفاحة سالم خميس الحامض      | أول شرطية                                                                           |
| أحمد عيسى                              | أول كابتن للمنتخب الوطني لكرة القدم                                                 |
| عبد الله الساي                         | أول حكم                                                                             |
| القاضي عبد الوهاب عبدول                | أول رئيس للمحكمة الاتحادية العليا                                                   |
| الشيخة ميثاء بنت محمد بن راشد ال مكتوم | أول إماراتية تحصل على ميدالية أولمبية أسيوية                                        |
| أمل عبدالله القبيسي                    | أول إماراتية تنتخب لعضوية المجلس الوطني الاتحادي                                    |
| شيخة محمد مبارك السويدي                | أول مصورة                                                                           |
| علي حميدان                             | أول سفير                                                                            |
| العميد طبيب أسماء سلطان المغيري        | أول عسكرية                                                                          |
| أحمد حسين الحارثي                      | أول من ابتكر آلية لإنتاج الوقود الحيوي بكميات صناعية باستخدام الطحالب المعدلة جينيا |

## أوائل 2015
- وفي عام 2015 تم تكريم ثلة جديدة من الأوائل ومن أبرزهم:[4]

#### عبدالوهاب الديواني
أول قبطان بحري

#### أحمد خليفة السويدي
أول وزير خارجية للدولة وأول من ألقى بيان الإتحاد

#### الشيخة بدور بنت سلطان القاسمي
أول عربية تنتخب لعضوية اللجنة التنفيذية للاتحاد الدولي للناشرين

#### جمعة الماجد
مؤسس أول مركز إماراتي عالمي لترميم المخطوطات

#### عالية الكعبي
أول وكيلة نيابة

#### عبدالله البريكي
أول من يعمل في برمجة وتشغيل آليات التصنيع الدقيق

#### علي بوجسيم
أول حكم كرة قدم إماراتي عالمي

#### الدكتورةحصة لوتاه
أول مخرجة تلفزيونية

#### الدكتورة فاطمة طاهر
أول مبتكرة لنظام إلكتروني يساعد على الكشف المبكر عن سرطان الرئة

#### عقيد ركن طيار أحمد الهاملي
أول طيار مقاتل

#### سالم إبراهيم محمد بن درويش النعيمي
أول معلم في التعليم النظامي

#### الدكتور محمد عبدالعزيز محمد سلطان العلماء
أول جراح تمكن من زرع جهاز مراقبة وقياس ضغط المخ ودرجاته عبر مستقبل لاسلكي

#### الدكتور عبدالرحمن سلطان الشرهان
أول عميد كلية

#### خالدة خماس وزوجها عبد الباسط مرداس
أول من أسسا جمعية إنسانية للثلاسيميا

#### حمد خليفة بوشهاب
أول من وثق الشعر النبطي

## أوائل 2016
من أبرز المكرمين في 2016:

#### عبدالحميد أحمد
أول رئيس لاتحاد كتاب وأدباء الإمارات

#### حبيب الصايغ
أول إماراتي يشغل منصب الأمين العام للاتحاد العام للأدباء والكتاب العرب

#### الراحلسلطان العويس
أول من أنشأ جائزة أدبية

#### مكتبة دبي العامة
أول مكتبة عامة بالمفهوم الحديث في علم المكتبات

#### حفصة سرور
أصغر كاتبة

#### معرض أبوظبي الدولي للكتاب
أول معرض كتاب في الدولة

#### ميثاء هزيم المسافري
أفضل أم داعمة للقراءة

#### وزارة الداخلية
أفضل جهة اتحادية في التشجيع على القراءة ضمن المسؤولية الاجتماعية

#### مدرسة السلمة للتعليم الثانوي فيأم القيوين
أفضل مدرسة حكومية في التشجيع على القراءة

#### أيوب يوسف
أفضل شخصية في التشجيع على القراءة على مواقع التواصل الاجتماعي

#### تلفزيون الشارقة
أفضل محتوى إعلامي داعم للقراءة

#### مؤسسة الفجيرة للموارد الطبيعية
أفضل جهة محلية في التشجيع على القراءة في إمارة الفجيرة

#### جامعة الإمارات
أفضل مكتبة جامعية في التشجيع على القراءة

#### الدكتورجمال سند السويدي
مفكر وخبير استراتيجي وصاحب مقالات نشرت دولياً

#### اتصالات
أفضل مبادرة للقطاع الخاص في تشجيع الأطفال على القراءة

#### قناة سما دبي
أفضل قناة تلفزيونية في التشجيع على القراءة

#### مجلس أبوظبي للتعليم
أفضل مبادرة محلية في التشجيع على القراءة في إمارة أبوظبي

#### أسماء المطوع
أفضل مبادرة فردية في التشجيع على القراءة

#### هيئة كهرباء ومياه دبي
أفضل مبادرة محلية في التشجيع على القراءة ضمن المسؤولية الاجتماعية

#### مشروع ثقافة بلا حدود
أفضل مبادرة محلية في التشجيع على القراءة في إمارة الشارقة

#### دائرة التنمية الاقتصادية فيرأس الخيمة
أفضل جهة محلية في التشجيع على القراءة في إمارة رأس الخيمة

#### وزارة التربية والتعليم
أفضل مبادرة اتحادية في تشجيع الطلاب على القراءة

#### صحيفة الخليج
أفضل صحيفة في الترويج الإعلاني لعام القراءة

#### طيران الإمارات- Google
أفضل مبادرة للقطاع الخاص في التشجيع على القراءة

#### الهيئة العامة لتنظيم قطاع الاتصالات
أفضل جهة اتحادية في تشجيع موظفيها على القراءة

#### مدرسة البحث العلمي في دبي
أفضل مدرسة خاصة في التشجيع على القراءة

#### تلفزيون أبوظبي
أفضل برنامج تلفزيوني في التشجيع على القراءة

#### المجلس الإماراتي لكتب اليافعين
أفضل جهة نفع عام في تشجيع اليافعين على القراءة

#### كلمة
أفضل مؤسسة تدعم نشر كتب الأطفال

#### شيخة أحمد محمد عبدالرحمن
أفضل مدّرس في التشجيع على القراءة

## أوائل 2017
من أبرز المكرمين في 2017:

#### عائشة سعيد حارب
مؤسس أول متجر إلكتروني في المنطقة يركز على دعم العمل الخيري

#### محمد إبراهيم عبيد الله
المتبرع لتأسيس أول مستشفى تخصصي لكبار السن وأمراض الشيخوخة

#### فتحية قاسم النظاري
أول متطوعة في الهلال الأحمر الإماراتي

#### سونيا الهاشمي
مؤسس أول جمعية معنية بذوي متلازمة داون

#### الهلال الأحمر الإماراتي
من أوائل الجهات الداعمة لعام الخير

#### الراحل الشيخ أحمد بن دلموك
مؤسس أول مدرسة أهلية شبه نظامية منذ أكثر من 100 عام

#### فاطمة علي إبراهيم
أكبر متطوعة

#### فوزية الجنيبي وعائلتها
عائلة تشارك بجميع أفرادها في خدمة المجتمع

#### عائلة البدواوي
أقدم وقف خيري للنخيل

#### فاطمة الجاسم
صاحبة أول مبادرة مجتمعية للتوعية بالتعامل مع أصحاب الهمم

#### الراحل عبدالسلام رفيع
المتبرع لتأسيس أول مركز تخصصي لأمراض السكري والغدد الصماء

#### محاكم دبي
أول مشروع تطوعي للمحامين لتقديم الاستشارات المجانية

#### الراحلسلطان العويس
المتبرع لتأسيس أول مستشفى عام

#### سمية عبدالسلام الزرعوني
أول متطوعة من أصحاب الهمم

#### سعيد ومحمد جمعة النابودة
المتبرعين لتأسيس أول مركز صحي

#### العقيد ركن طبيب عائشة الظاهري
أول امرأة تقود فرق إغاثة نسائية

#### الراحل علي بن سلوم
المتبرع لتأسيس أول مجمع عيادات تخصصية

#### مدينة الشارقة للخدمات الإنسانية
أول مؤسسة خيرية لذوي الإعاقة

#### بدرية حسن محمد الجابر
أول معلمة صماء للطلاب الصم

#### سيف المنصوري
أكبر متطوع

#### عبدالله أحمد الغرير
مؤسس أكبر وقف لدعم التعليم

#### بدور سعيد الرقباني
مؤسس أول مركز تخصصي لتعليم وتأهيل الأطفال المصابين بالصم

#### مطار دبي الدولي

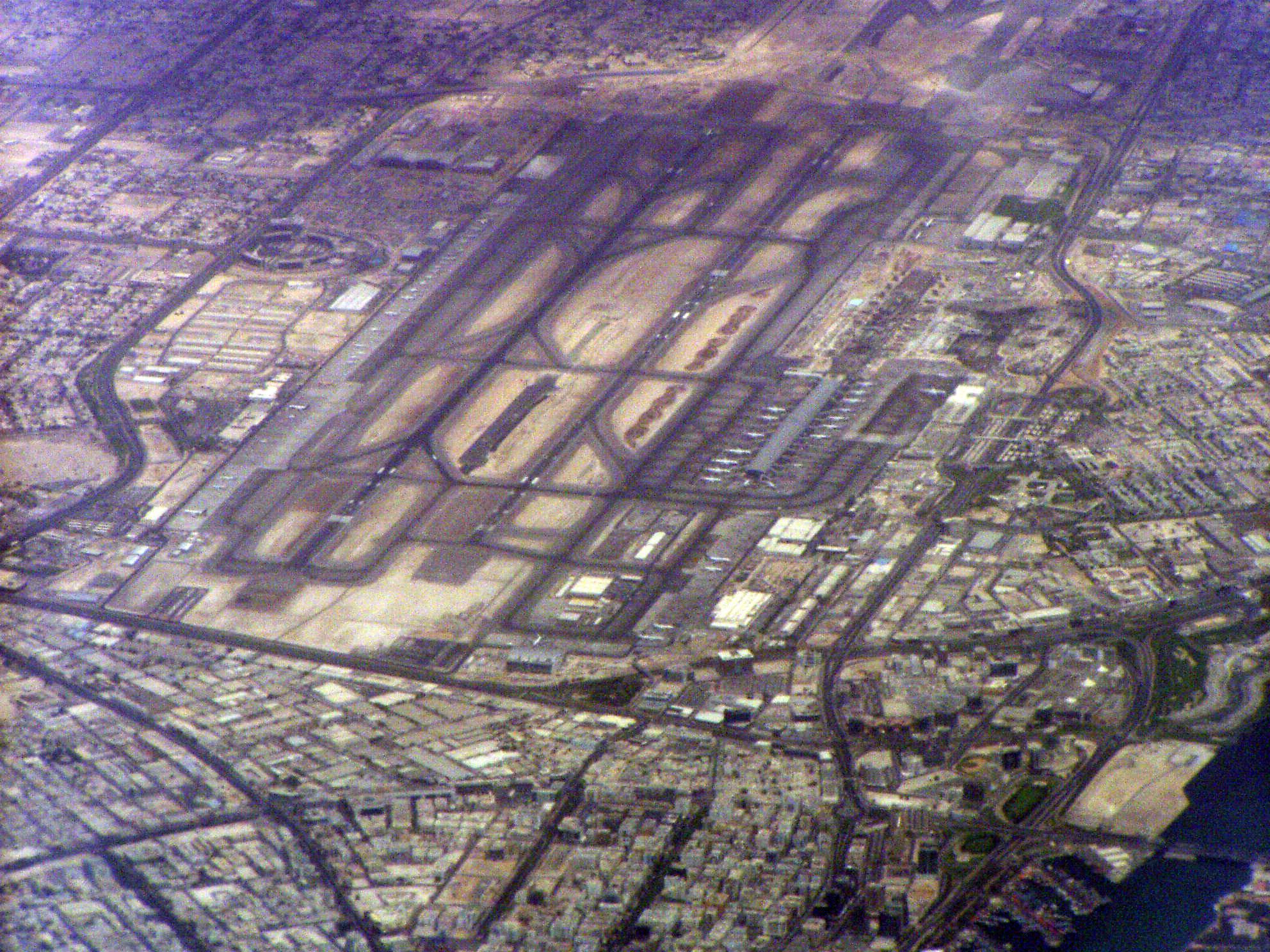
مطار دبي الدولي

#### معرض الشارقة الدولي للكتاب

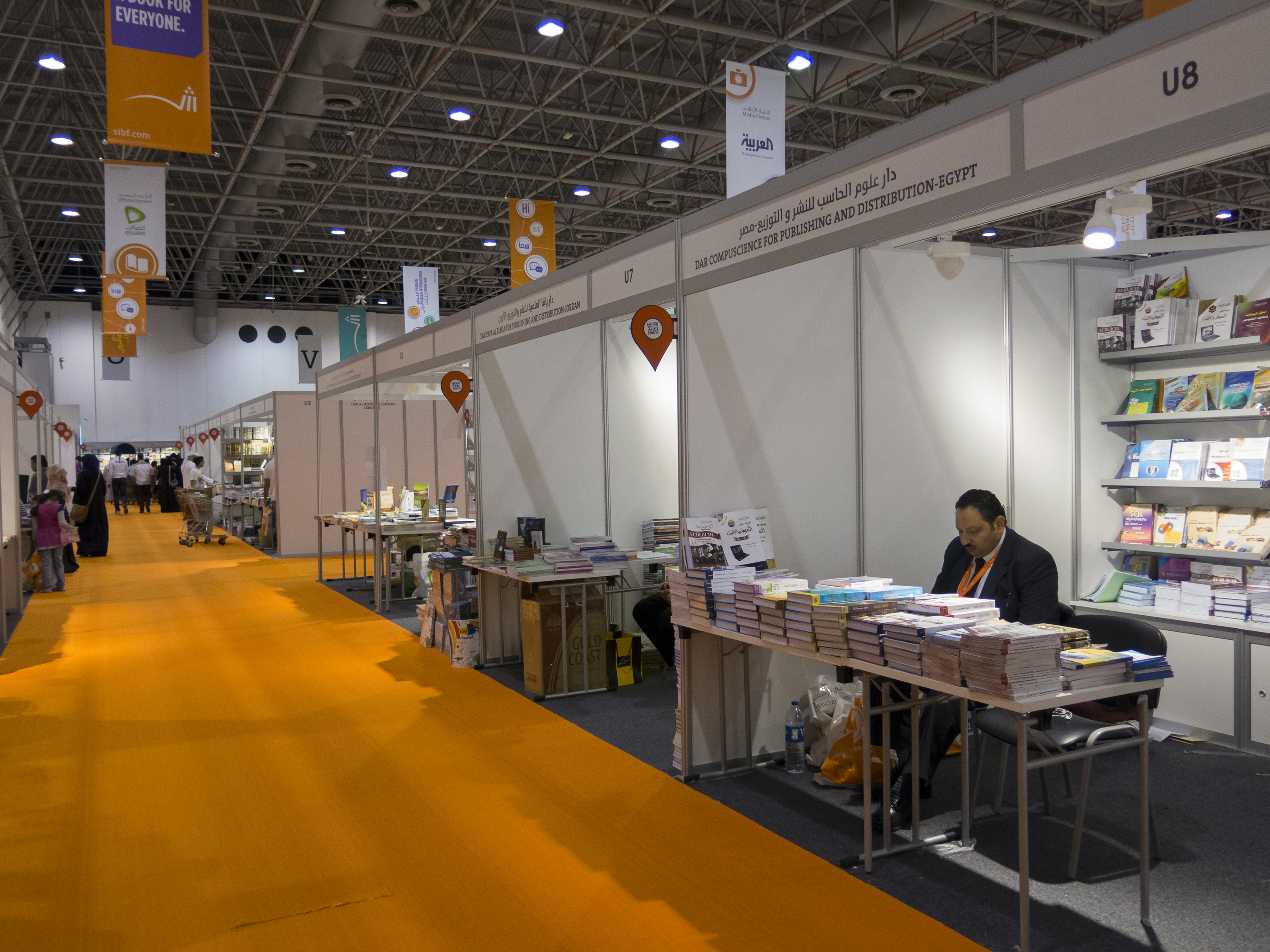
معرض الشارقة الدولي للكتاب

#### مترو دبي

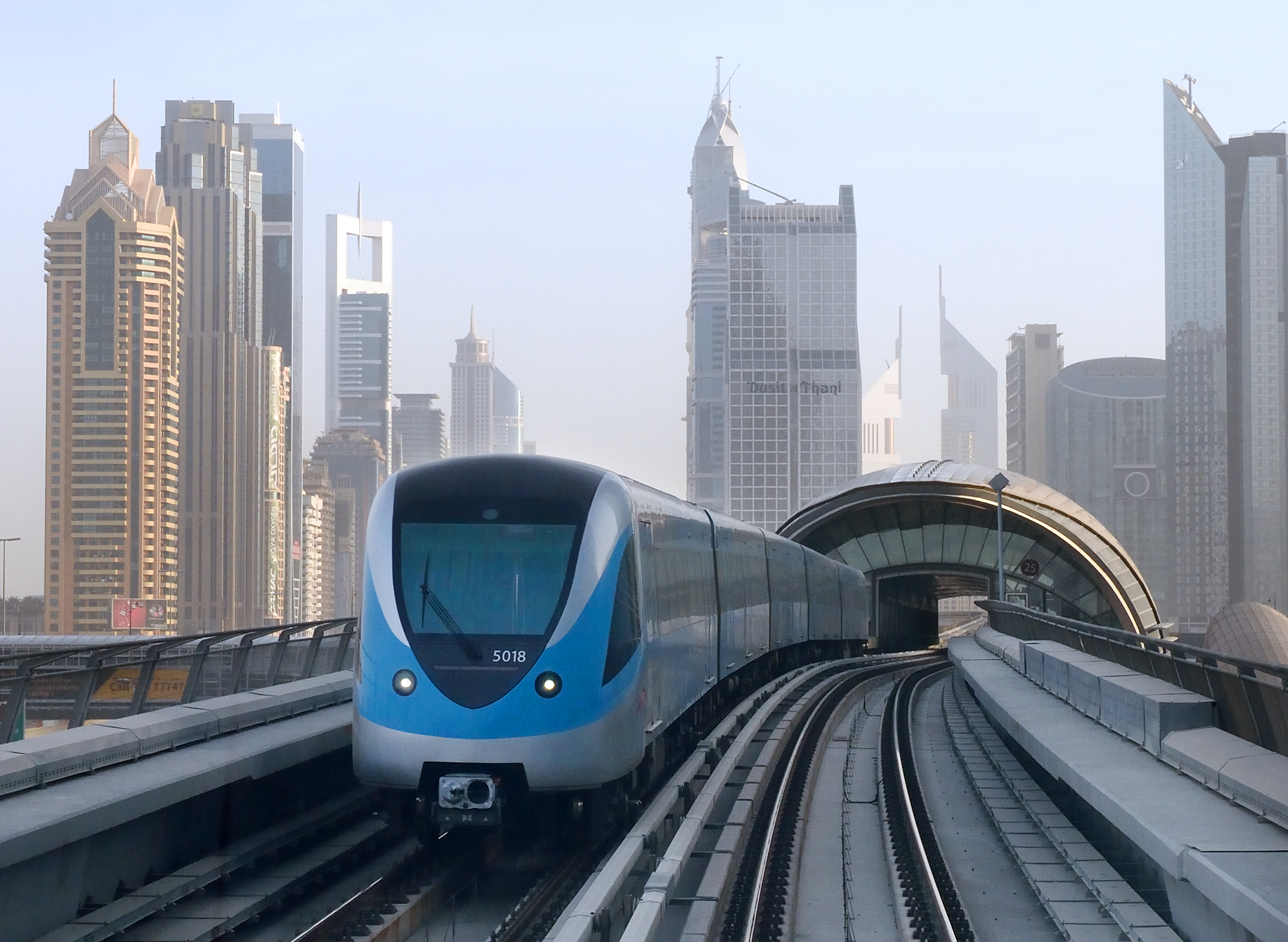
مترو دبي

## أوائل 2018

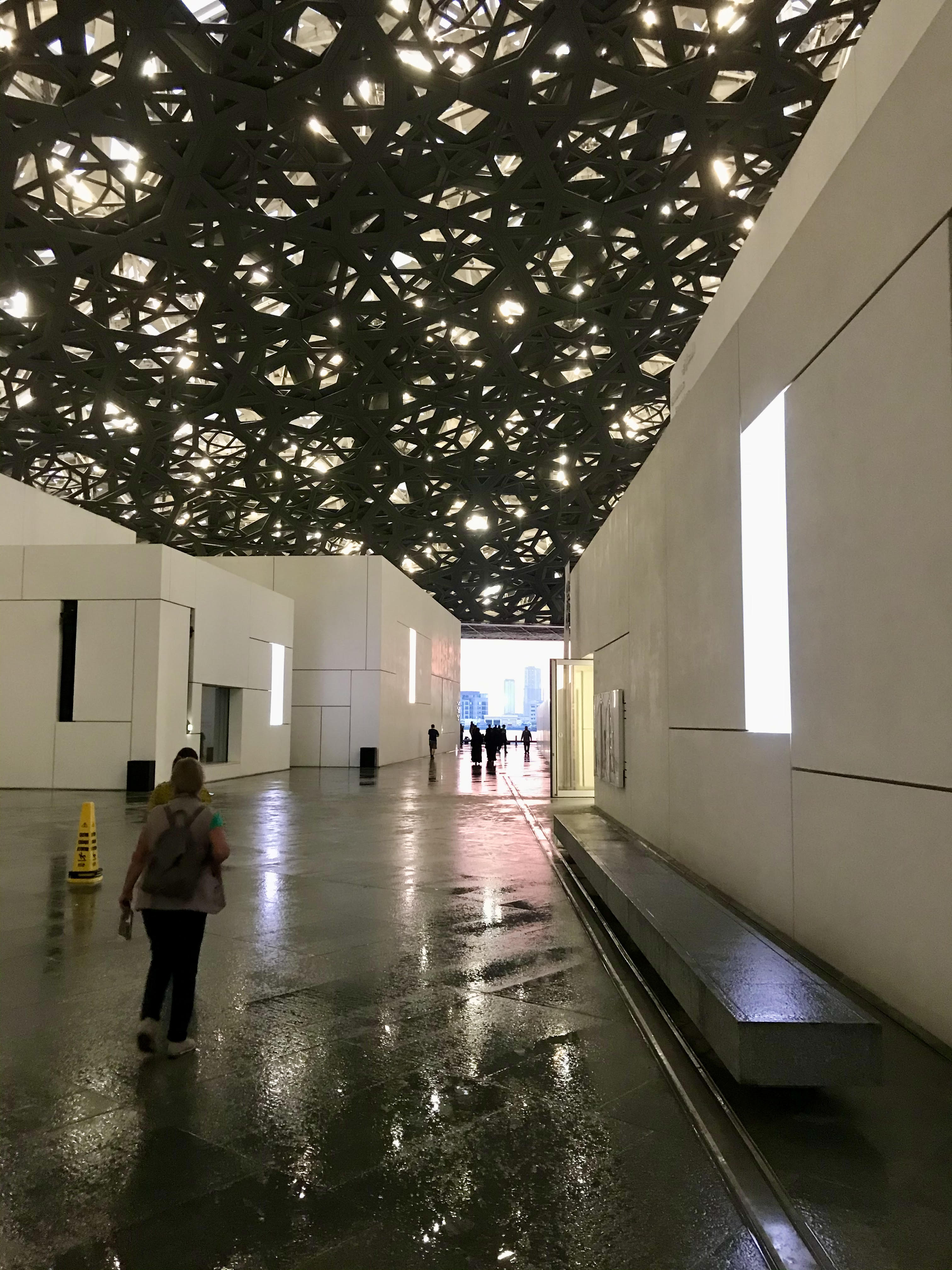
متحف اللوفر أبوظبي

من أبرز المكرمين في 2018:

## أوائل 2019
من أبرز المكرمين في 2019:

## روابط خارجية
الموقع الرسمي للمبادرة

## وصلات خارجية
- «كتاب أوائل الإمارات 2014».